# Siphlonurus marshalli
Siphlonurus marshalli är en dagsländeart som beskrevs av Jay R. Traver 1934. Siphlonurus marshalli ingår i släktet Siphlonurus och familjen simdagsländor. Inga underarter finns listade i Catalogue of Life.